# Ralf

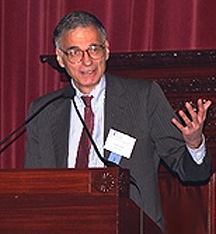
Ralph Nader.

Ralf, även Ralph, är ett mansnamn, en kortform av det fornnordiska Rāðulfr, som är sammansatt av ráð ’råd’ och ulfr ’ulv, varg’. Namnet är belagt (i genitiv) redan på Rökstenen (Ög 136) från 800-talet: Rāðulfs, och senare (i nominativ) på Gillbergastenen (U 1146): RāðulfR. Då namnet förekommer i Sverige i dag anses det ha engelskt ursprung snarare än att vara en inhemsk utveckling av Rāðulfr.
Namnet är ovanligt bland de yngsta, men är ett relativt vanligt namn på 40- och 50-talister. 
31 december 2005 fanns det totalt 3202 personer i Sverige med namnet, varav 2036 med det som tilltalsnamn.
År 2003 fick 16 pojkar namnet, varav 3 fick det som tilltalsnamn.
Namnsdag: i Sverige 27 mars (1986-1992: 26 juni). I den finlandssvenska namnsdagslängden har Ralf namnsdag 27 augusti sedan starten 1929, då en egen namnsdagskalender togs i bruk för finlandssvenskar.

## Personer vid namn Ralf/Ralph
- Ralph Abernathy, amerikansk svart medborgarrättskämpe
- Ralph Boston, amerikansk friidrottare
- Ralph Bunche, amerikansk diplomat i FN:s tjänst, Nobels fredspris 1950
- Ralf Edström, fotbollsspelare
- Ralph Gebstedt, tysk backhoppare
- Ralf Gyllenhammar, sångare och gitarrist i bandet Mustasch
- Ralf Hütter, tysk musiker och kompositör
- Ralf König, tysk serietecknare
- Ralph Lauren, amerikansk kläddesigner och författare
- Ralf Långbacka, finlandssvensk regissör
- Ralf Parland, finlandssvensk författare
- Ralf Schumacher, tysk racerförare
- Ralf Törngren, finländsk politiker
- Ralfs Eilands, lettisk sångare
- Ralph Abraham, amerikansk matematiker och kaosteoretiker
- Ralph Carlsson, skådespelare
- Ralph Doubell, australisk f.d. friidrottare
- Ralph Waldo Emerson, amerikansk författare
- Ralph Erskine, brittisk-svensk arkitekt
- Ralph Fiennes, brittisk skådespelare
- Ralph Lundsten, kompositör och kortfilmsregissör
- Ralph Nader, amerikansk advokat och politiker
- Ralf Rangnick, tysk fotbollstränare
- Ralph Rose, amerikansk friidrottare

## Ralf som efternamn
- Einar Ralf, svensk operasångare och körledare, och hans barn:
  - Elisabeth Ralf, svensk grossist
  - Klas Ralf, svensk informationschef
  - Eva Ralf, svensk arkitekt
- Oscar Ralf, svensk operasångare, bror till Einar och Torsten
- Torsten Ralf, svensk operasångare, bror till Einar och Oscar